# Alfred Hörtnagl
Alfred Hörtnagl (* 24. září 1966 Matrei am Brenner) je rakouský fotbalista.
Hrál především za fotbalové kluby Tirol Innsbruck, Rapid Wien a SK Sturm Graz.
Hrál také v rakouské reprezentaci (27 utkání/1 gól) a účastnil se Mistrovství světa 1990.